# رجینالد دورمن اسمیت
رجینالد دورمن اسمیت (انگلیسی: Reginald Dorman-Smith; ۱۰ مارس ۱۸۹۹ – ۲۰ مارس ۱۹۷۷) سیاستمدار اهل بریتانیا بود.
وی همچنین برندهٔ جوایزی همچون شوالیه (عنوان) شده‌است.